# Tomoya Ochiai
Tomoya Ochiai, född 18 juni 1987, är en japansk basketspelare. 
Ochiai deltog vid olympiska sommarspelen 2020 och var en del av Japans lag som blev utslagna i kvartsfinalen i tremannabasket.